# Église de Gyé-sur-Seine
L'église paroissiale de Gyé est une église située à Gyé-sur-Seine, en France.

## Localisation
L'église est située sur la commune de Gyé-sur-Seine, dans le département français de l'Aube.

## Architecture
Bâtie en pierre au XIIe siècle à l'exception des murs de la nef. Sans transept, la nef à cinq travées est terminée par un sanctuaire rectangulaire.

## Mobilier
L'église possède 
- une peinture murale[1] du XVIe siècle représentant un archer :
- la communion d'une sainte, peinte par Noë Ronssoy de 1634[2] ;
- une statue de Marie tenant son enfant Jésus[3] du XIVe siècle en calcaire polychrome.
- Sur l'extérieur un Christ de pitié du XVIe siècle.

## Historique

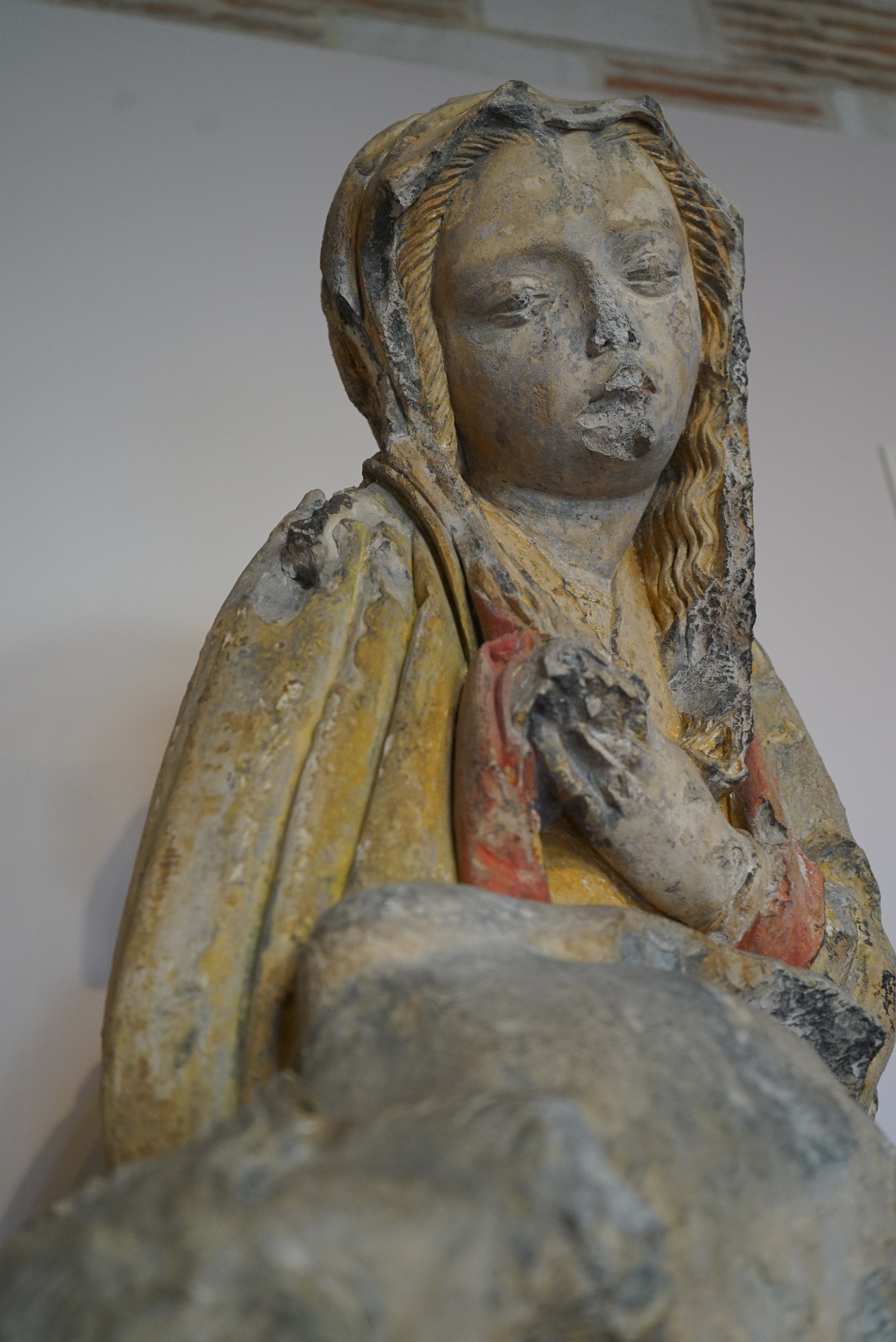
Une déploration actuellement au Musée de Vauluisant.

La paroisse était une cure du doyenné de Bar-sur-Seine à la présentation de Notre-Dame-de-Châtillon et était dédicacée à Germain d'Auxerre. Elle avait pour succursales Courteron et Neuville-sur-Seine. Elle est mentionnée en 1169 par Gautier de Bourgogne, évêque de Langres qui confirmait les dons de ses prédécesseurs à l'abbaye en ce qui concernait l'église de Gyé. Une chapelle dédiée à Jean le Baptiste a été créée en 1349 par Blanche de Navarre, dite Belle sagesse, pour sa sœur Jeanne épouse de Jean Ier, vicomte de Rohan. Blanche était Dame de Gyé.